# スタジオ・ヨギー
スタジオ・ヨギーは、東京都目黒区に本社を置く株式会社ヨギーが運営する、
ヨガ・ピラティスを中心としたスタジオ。

## 概要
2004年2月、東京都港区に株式会社ヨギーインターナショナルを設立。
同年5月、第一号店となる「スタジオ・ヨギー原宿」をオープン、スタジオ事業を開始する。
同年11月、社名を株式会社ロハスインターナショナルに変更。
2004年9月、「ヨギー・インスティテュート」の母体となるヨガインストラクター養成講座を開設、スクール事業を開始する。
現在、全国で2,000名を超える卒業生を送り出している。
2004年より、ヨガ・ピラティスに関する本を出版。以降、DVDやDVD付きブックなどを監修、販売し、コンテンツ事業および商品開発を行う。
2007年7月、ヨガウェアを中心としたオリジナルブランドである「ヨギー・サンクチュアリ」の販売を開始すると同時に、
通販サイト「スタイル・ヨギー」をオープン。マーチャンダイジング事業を本格的に始動する。
2009年12月、本社を東京都目黒区へ移転。
2010年4月、旗艦店となる「スタジオ・ヨギーTOKYO」をオープン。2013年、関西旗艦店となる「スタジオ・ヨギーOSAKA」をオープン。2018年、社名を株式会社ヨギーに変更。本社移転。2018年11月、初のコンセプトショップ「スタジオ・ヨギーMARK IS 福岡ももち」をオープン。2019年現在、全国に全26店舗を運営している。

## 店舗
全国に26店舗を展開中。（2019年時点）

### 北海道
- 札幌スタジオ

### 埼玉県
- 大宮スタジオ

### 東京都
- 北千住スタジオ
- 池袋スタジオ
- 丸井錦糸町スタジオ
- TOKYOスタジオ（有楽町）
- 銀座スタジオ
- 神楽坂スタジオ
- 新宿EASTスタジオ
- 新宿WESTスタジオ
- 麻布十番スタジオ
- 渋谷スタジオ
- 中目黒スタジオ
- 五反田スタジオ
- 町田スタジオ

### 神奈川県
- 川崎スタジオ
- 横浜スタジオ
- 湘南藤沢スタジオ

### 静岡県
- 静岡パルコスタジオ

### 愛知県
- 名古屋スタジオ
- 名古屋グローバルゲートスタジオ

### 京都府
- 京都スタジオ

### 大阪府
- OSAKAスタジオ（梅田）
- なんばスタジオ

### 福岡県
- 福岡天神スタジオ
- MARK IS 福岡ももちスタジオ

## マタニティ（妊婦）向けクラス
オープン当初からマタニティ向けのヨガ、ピラティスのクラスを開催しており、定評がある。
妊娠期の著名人が数多く通うことでも知られ、長谷川潤 (モデル)、優木まおみなどが公言している。